# Эна (Япония)
Э́на (яп. 恵那市 Эна-си) — город в Японии, находящийся в префектуре Гифу. Площадь города составляет 504,19 км², население — 51 785 человек (1 июля 2014), плотность населения — 102,71 чел./км².

## Географическое положение
Город расположен на острове Хонсю в префектуре Гифу региона Тюбу. С ним граничат города Накацугава, Мидзунами, Тоёта, посёлки Сиракава, Яоцу и сёла Неба, Хирая.

## Население
Население города составляет 51 785 человек (1 июля 2014), а плотность — 102,71 чел./км². Изменение численности населения с 1980 по 2005 годы:
| 1980 | 59 161 чел. |  |
| 1985 | 59 283 чел. |  |
| 1990 | 58 044 чел. |  |
| 1995 | 58 107 чел. |  |
| 2000 | 57 274 чел. |  |
| 2005 | 55 761 чел. |  |

## Символика
Деревом города считается Acer pycnanthum, цветком — Lilium japonicum.